# Крайнєв Данило Карпович
Дани́ло Ка́рпович Кра́йнєв (* 13 грудня 1872, Босарєво — сучасний Ферзиковський район Орловської області — † 2 червня 1949, Одеса) — український живописець, 1935 — професор, 1941 — заслужений діяч мистецтв УРСР.

## Життєпис
Походить з селянської родини. В 1885—1890 роках навчався у Одеській рисувальній школі, в 1890—1894 продовжує навчання в Петербурзькій академії мистецтв, вчителями були Василь Верещагін, Богдан Віллевальде, Павло Чистяков, з 1894  — у Олексія Ківшенка.
1897 року виконав конкурсну роботу «Розповідь моряка». Після закінчення Академії мистецтв вирушив до Парижа — ознайомлювався з творами мистецтва.
Починаючи 1899 роком брав участь у художніх виставках, 1934-го відбулася персональна в Одесі.
З 1901 року жив та працював в Одесі, штатний викладач малярства та малюнка в Одеському художньому училищі Товариства красних мистецтв, після 1917 року — в Одеському художньому інституті.
В 1925—1929 роках був у складі Товариства ім. Костанді.
У 1930—1934 роках працював в Миколаївському художньому технікумі. З 1938 року — у складі Спілки художників СРСР.
Серед його учнів — Михайло Андрієць, Володимир Андрущенко, Олександр Бєлов, Петро Білан, Михайло Божій, Михайло Гончарук, Василь Зайченко, Петро Киричко, Ніна Макарова, Леонід Маценко, Костянтин Московченко, Роза Нейдінг, Григорій Шполянський, Іван Шапко, Георгій Іноземцев.
Данила Карповича Крайнєва поховано в Одесі на Слобідському кладовищі.

## Творчість
Крайнєв приділяє значну увагу портретові. Одна з найкращих його робіт — «Портрет академіка Кондакова» — широко написана, в ній передані вольовий рух і повний думки погляд. Найбільш вдалими є акварельні портрети Крайнєва. Тут художник виявляє себе видатним майстром. Портрети тонко відчутні, легко й прозоро написані, позбавлені всякої сухості. Одночасно це прекрасні психологічні етюди.
Крайнєв залучається до роботи в Одеський історико-археологічний музей як художник-консультант. Як зазначає Ігор Шаров, саме тут художник знайомиться з матеріалами з історії України. Підсумком цієї роботи і стала картина «Кара киями» (1934), що зображує епізод з побуту запорозького козацтва 17-го століття. Художник проявив багато історичного чуття. Дуже наочно розвинена дія, відповідні костюми і обстановка. На жаль, картина не дуже пророблена по натурі: в основу її значною мірою покладено музейний матеріал, історико-етнографічні пам'ятки.
Серед творів відомі наступні:
- 1897 — «Розповідь моряка»,
- 1925 — «Кадри»,
- 1935 — «Кара киями на Запоріжжі»,
- 1939 — «Друзі у хворого Т. Шевченка».
- 1932 — «В колгоспі»
- 1938 — «Останній день життя Шевченка»
- 1913 — «Старий робітник»

## Мистецтвознавство
Написав статтю «Проблема історичного живопису» («Малярство і скульптура»), 1938.